# Arauquita (Colombie)
Pour les articles homonymes, voir Arauquita.
Arauquita est une municipalité située dans le département d'Arauca, en Colombie.